# 印地麦克银行
印地麦克银行（IndyMac Bank；原上市：IMB和OTCBB：IDMC
），位于美国加利福尼亚州帕萨迪那的一家大型银行，因在次贷危机背景下发生巨额亏损、挤兑而于2008年7月11日被美国政府的联邦存款保险公司接管。2008年7月14日聯邦存款保險公司將無法出售的一些資產和負債留在一個名為印地麦克联邦银行（IndyMac Federal Bank）的持有實體中，逐漸進行清算。
这是1984年大陆伊利诺国家银行被美国政府接管以来，美国发生的最大银行倒闭事件。

## 历史
该公司最初作为美国国家金融服务公司的子公司成立于1985年，当时主要业务为巨额房屋抵押贷款的证券化。1997年印地麦克银行从美国国家金融服务公司分离，成为独立的金融公司。

## 资料来源
1. ↑  .   [2008-07-12]. （原始内容存档于2016-03-04）.